# Carl Henric Brandel
Carl Henric Brandel, född 31 oktober 1828 i Kärnbo socken, Södermanlands län, död 9 oktober 1904 i Stockholm, var en svensk donator. Han var bror till Hans Wilhelm Brandel.
Brandel var kamrerare vid Kungliga Tekniska högskolan 1866–1892 och kontrollör vid Manufakturdiskontkontoret 1859–1877. Han hade stort intresse för botanik och arbetade under många år utan avlöning vid Kungliga Vetenskapsakademiens botaniska avdelning, där han biträdde vid ordnandet av diatomacésamlingen. Han donerade i sitt testamente sammanlagt 378 000 kronor till varjehanda lärdomsanstalter, korporationer och stiftelser, bland annat 90 000 kronor till Kungliga Vetenskapsakademien. Han ligger begravd på Norra begravningsplatsen i Stockholm.